# 제프리 울먼
제프리 데이비드 울먼(영어: Jeffrey David Ullman, 1942년 11월 22일 ~ )은 미국의 컴퓨터 과학자로 스탠퍼드 대학교의 교수이다. 일명 '드래곤 북'(Dragon Book)으로 알려진 컴파일러를 다룬 교과서 시리즈의 저자로 알려져 있다. 그는 또한 계산 이론, 자료 구조, 데이터베이스에 관하여 저서를 남겼으며 이들 저서는 해당 분야에서 중요한 저서로 받아들여져 왔다.

## 생애
1963년 컬럼비아 대학교에서 응용 수학 분야의 이학사 학위를, 프린스턴 대학교에서 1966년에 전기공학 박사학위를 취득했다. 벨 연구소에서 몇년간 근무한 후, 1969년부터 1979년까지 프린스턴 대학교의 교수로 재직했다. 그후 스탠포드 대학교에 교수로 부임하여, 현재는 컴퓨터 과학 분야의 석좌교수(Stanford W. Ascherman Processor)로 있다. 1995년 ACM의 펠로로 취임하며, 2000년에 커누스 상을 수상하였다. 2010년에 존 홉크로프트와 공동으로 오토마타 및 언어 이론 분야의 기초를 닦고 이론 컴퓨터 과학 분야에 영향력 있는 다수의 기여를 한 공로로 IEEE 폰 노이만 메달(en)을 수여받았다.
울먼의 연구는 데이터베이스 이론, 데이터 인터그레이션, 데이터 마이닝 및 정보 구조를 이용한 교육 분야에 걸쳐있다. 데이터베이스 분야에 관한 선구자 중 하나로 꼽히며, 그에게 박사지도를 받은 많은 지도학생들이 이후 데이터베이스 이론 분야에서 앞서는 연구자가 되었다. 그는 구글의 창립자 가운데 하나인 세르게이 브린의 박사과정 지도 교수였으며, 구글의 기술 자문에 관여했다. 현재 온라인 교육 사이트인 코세라에서 오토마타 및 대량 데이터셋에 대한 마이닝에 관한 코스를 담당하고 있다.

## 저서
- Foundations of Computer Science (공저: 앨프리드 에이호), Computer Science Press, New York, 1992.C edition, 1994.

- Database Systems: The Complete Book (공저: H. Garcia-Molina, J. Widom), Prentice-Hall, Englewood Cliffs, NJ, 2002.
- A First Course in Database Systems (with J. Widom), Prentice-Hall, Englewood Cliffs, NJ, 1997, 2002.
  - 데이터베이스 시스템개론  (한국어판) ISBN 9788957270400
- Principles of Database and Knowledge-Base Systems (two volumes), Computer Science Press, New York, 1988, 1989.

- Introduction to Automata Theory, Languages, and Computation, (공저: 존 홉크로프트(en:John Hopcroft), R. Motwani), Addison-Wesley, Reading MA, 1969, 1979, 2000.
- Formal Languages and Their Relation to Automata (공저: 홉크로프트), Addison-Wesley, Reading MA, 1969.

- 일명 드래곤 북 (Dragon Book) 시리즈
  - Principles of Compiler Design (공저: 에이호), Addison-Wesley, Reading, MA, 1977.
  - Compilers: Principles, Techniques, and Tools (공저: 앨프리드 에이호, 라비 세티(en:Ravi Sethi), Addison-Wesley, Reading MA, 1977, 1986 - 일명 드래곤 북'(Dragon Book)
    - 컴파일러: 원리 기법 도구 (한국어판) ISBN 9788945076069

- Elements of ML Programming, Prentice-Hall, Englewood Cliffs, NJ, 1993, 1998.
- Computational Aspects of VLSI, Computer Science Press, 1984
- Data Structures and Algorithms (공저: 에이호, 홉크로프트), Addison-Wesley, Reading MA, 1983.
- Fundamental Concepts of Programming Systems, Addison-Wesley, Reading MA, 1976.
- The Design and Analysis of Computer Algorithms (공저: 에이호, 홉크로프트), Addison-Wesley, Reading MA, 1974.

- Mining of Massive Datasets (공저: 쥬어 레스코벡(Jure Leskovec), 아난드 라자라만(Anand Rajaraman)), Cambridge University Press, 2010, 2012, 2016
  - 빅데이터 마이닝-하둡을 이용한 대용량 데이터 마이닝 기법, 박효균, 이미정 옮김, 에이콘출판, 2017년, ISBN 9788960779532